# Amerila howardi
Amerila howardi là một loài bướm đêm thuộc phân họ Arctiinae, họ Erebidae.